# جغرافیای ناحیه‌ای
جغرافیای ناحیه‌ای یا جغرافیای منطقه‌ای یکی از شاخه‌های اصلی جغرافیا است که بر مطالعه ارتباط متقابل عوامل جغرافیایی طبیعی و فرهنگی مختلف در یک منطقه یا چشم‌انداز خاص تمرکز دارد؛ در حالی که همتای آن، جغرافیای سیستماتیک، بر یک عامل جغرافیایی خاص در سطح جهانی متمرکز است.
جغرافیای ناحیه‌ای دیگر شاخه‌های جغرافیا مانند جغرافیای اقتصادی و ژئومورفولوژی را تحت تأثیر قرار داده‌است. جغرافیای منطقه ای هنوز در برخی از دانشگاه‌ها به عنوان مطالعه مناطق اصلی جهان تدریس می‌شود. در نیمکره غربی، این مناطق ممکن است مناطق فرهنگی مانند آمریکای شمالی و لاتین، یا مناطق یا قاره‌های جغرافیایی مربوط به آنها، یعنی آمریکای شمالی و جنوبی باشند که مرزهای آن‌ها به‌طور قابل توجهی با مناطق فرهنگی متفاوت است. در نیمکره شرقی، اروپا و آسیا بسته به معیارهایی که برای تمایز بین آن‌ها و تعیین مرزهای مشترک آنها استفاده می‌شود، ممکن است مناطق فرهنگی معادل قاره در نظر گرفته شوند.
این تناقضات ناشی از عدم وجود یک نظریه وحدت‌بخش در پس تعاریف و ترسیم محدوده این قاره‌ها و مناطق است.